# Кристіан Люпа
Кристіан Люпа (пол. Krystian Lupa; нар. 7 листопада 1943, Ястшембе-Здруй, Сілезьке воєводство, Республіка Польща) — польський театральний режисер, сценограф, графік, драматург, перекладач.

## Життєпис
Дитячі роки провів в містечку Ястшембе-Здруй. Навчався спершу на Фізичному факультеті Яґеллонського університету в Кракові. В 1963—1969 роках навчається в Академії мистецтв у Кракові (диплом на Факультеті графіки, 1969). Пізніше два роки вивчав режисуру в Державній вищій школі кіно в Лодзі та театральну режисуру в Державній театральній вищій школі в Кракові в 1973—1977 роках. Там же викладає з 1983 року, в 1990—1996 роках є деканом Режисерського відділення, з 1993 року професор театрального мистецтва.
Після навчання співпрацював із двома театрами: Театром ім. Ципріана Каміля Норвіда в Єленій Ґурі, де спільно з групою молодих акторів знаходився у пошуку нових форм театрального вираження, і зі Старим Театром у Кракові, котрий з 1984 року став для нього постійним місцем роботи.
Спектаклі єленьогірського періоду у маніфесті режисера названі «Театром викриття», що сприймали театр як одну з можливостей пізнання та подолання меж людської особистості. В Єленій Ґурі прославився передовсім постановками п'єс польського драматурга-абсурдиста Станіслава Іґнатія Віткевича (пс. Віткаци). Синтезою цього напрямку став спектакль за романом Альфреда Кубіна «По тому боці» (1985, «Die andere Seite») — «Місто сну» в Старому Театрі в Кракові. Наступні п'єси, котрі постали в Старому Театрі, були спробою замислитися над етичними проблемами та поглибленням духовного образу людини в час великих культурних перемін.
«Kalkwerk» за романом Томаса Бернгарда розпочав цикл п'єс за творчістю цього письменника, котрий став нагодою заглиблення ірраціональних механізмів особистості та експериментів за тему «медійного акторства». Згустком роздумів над духовними змінами людини європейсько-християнської формації стала адаптація III тому «Лунатиків» Германа Броха (Старий Театр, 1998).
Біографічні постановки Люпа присвятив Енді Ворголу, Мерилін Монро, Сімоні Вейль.
В 2008 році Кристіан Люпа в розмові з журналом «Film» визнав, що є ґеєм.